# Раух, Георгий Оттонович
Георгий Оттонович Раух (1860—1936) — генерал от кавалерии, герой Первой мировой войны.

## Биография
Родился 7 (19) августа 1860 года, происходил из дворян Эстляндской губернии, православного вероисповедания; сын героя русско-турецкой войны 1877—1878 гг. генерал-лейтенанта Оттона Егоровича Рауха.
Среднее образование получил в 5-й Петербургской классической гимназии, по окончании которой 1 октября 1879 года поступил в Пажеский корпус. 8 августа 1881 года произведён в корнеты и назначен в Кавалергардский полк. Произведённый 8 августа 1885 года в поручики Раух в том же году поступил в Николаевскую академию Генерального штаба и 7 апреля 1887 года был произведён в штабс-ротмистры, по завершении прохождения курса наук был выпущен из Академии с переименованием в капитаны Генерального штаба и назначением состоять при штабе Санкт-Петербургского военного округа.
С 1 января 1889 года по 19 ноября 1891 года исполнял обязанности офицера для особых поручений при штабе 1-го армейского корпуса, причём с октября 1891 года по ноябрь 1892 года командовал батальоном в лейб-гвардии Гусарском полку. Затем снова состоял офицером для особых поручений при штабе войск Гвардии и Петербургского военного округа, причём 17 апреля 1894 года был произведён в полковники. С 1895 по 1901 год состоял при штабе генерал-инспектора кавалерии.
20 июля 1901 года Раух был назначен командиром 24-го драгунского Лубенского полка и 25 мая 1903 года — командиром лейб-гвардии Кирасирского Его Величества полка; 17 апреля 1905 года произведён в генерал-майоры (со старшинством со 2 апреля 1906 года). 26 октября 1905 года Раух получил новое назначение окружным генерал-квартирмейстером штаба войск Гвардии и Петербургского военного округа.
22 декабря 1906 года Раух был назначен начальником штаба войск Гвардии и Петербургского военного округа, в генерал-лейтенанты произведён 9 сентября 1908 года (со старшинством со 2 апреля 1912 года). 9 сентября 1908 года Раух получил в командование 10-ю кавалерийскую дивизию, а 29 декабря 1912 года — 2-ю гвардейскую кавалерийскую дивизию.

## Первая мировая война
С началом Первой мировой войны Раух находился в боях в Восточной Пруссии. Командовал группой в составе 1-й и 2-й гвардейской кавалерийских дивизий в Восточно-Прусской операции. За отличие против германских войск награждён 18 января 1915 года Георгиевским оружием.
11 октября 1914 года сдал командование дивизией и был переведён в распоряжение Главнокомандующего армиями Северо-Западного фронта; 23 января 1915 года назначен начальником штаба 6-й армии. С 14 ноября 1915 года Раух возглавлял 2-й кавалерийский корпус, но им командовал крайне непродолжительное время, поскольку 8 декабря того же года был назначен командующим 1-м гвардейским корпусом а 27 мая 1916 года — 2-м гвардейским корпусом.
После Февральской революции был снят с занимаемой должности и зачислен в резерв чинов при штабе Петроградского военного округа, 10 июня 1917 года произведён в генералы от кавалерии.

## На Украине
После Октябрьской революции числился на пенсии. В июне 1918 года арестовывался органами ВЧК, но сумел бежать на Украину. При гетмане Скоропадском состоял представителем председателя совета министров Украины при австро-венгерском командовании, возглавлял гетманскую администрацию в Одессе. Не найдя взаимопонимания со Скоропадским, Раух перешёл к Деникину, однако из Одессы не уехал и остался в ней в качестве представителя Вооружённых сил Юга России. 
В 1920 году на пароходе «Габсбург» эвакуировался из Одессы в Турцию, где остался жить. 
Умер 30 ноября 1936 года в Константинополе.

## Семья
Жена (с 12 октября 1901 года; Дрезден) — Лидия Львовна Шамшина (04.03.1864—20.03.1933), дочь князя Льва Алексеевича Голицына, бывшая ранее замужем за П. И. Шамшиным. Состояла помощницей попечительницы школы Императорского женского патриотического общества в Петрограде. Умерла в эмиграции в Стамбуле. 
Их дети:
- Георгий (18.10.1895—11.08.1971), в 1908 году был усыновлен Г. О. Раухом, выпускник Пажеского корпуса, полковник, похоронен в Париже.
- Мария (19.10.1903— ?)

## Награды
российские
- Орден св. Станислава 3-й степени (1891)
- Орден св. Анны 3-й степени (1894)
- Орден св. Станислава 2-й степени (1896)
- Орден св. Анны 2-й степени (1901)
- Орден св. Владимира 3-й степени (1906)
- Орден св. Станислава 1-й степени (6 декабря 1911)
- Орден св. Анны 1-й степени (6 декабря 1913)
- Георгиевское оружие (ВП 18.01.1915).

иностранные:
- Австрийский Орден Франца-Иосифа 2-й степени (1897)
- Прусский Орден Короны 2-й степени (1898)
- Турецкий Орден Меджидие 2-й степени (1899)
- Командорский Крест Ордена Звезды Румынии (1899)
- Болгарский Орден «Святой Александр» 3-й степени (1899)